# Бергхаузен (Бад-Берлебург)

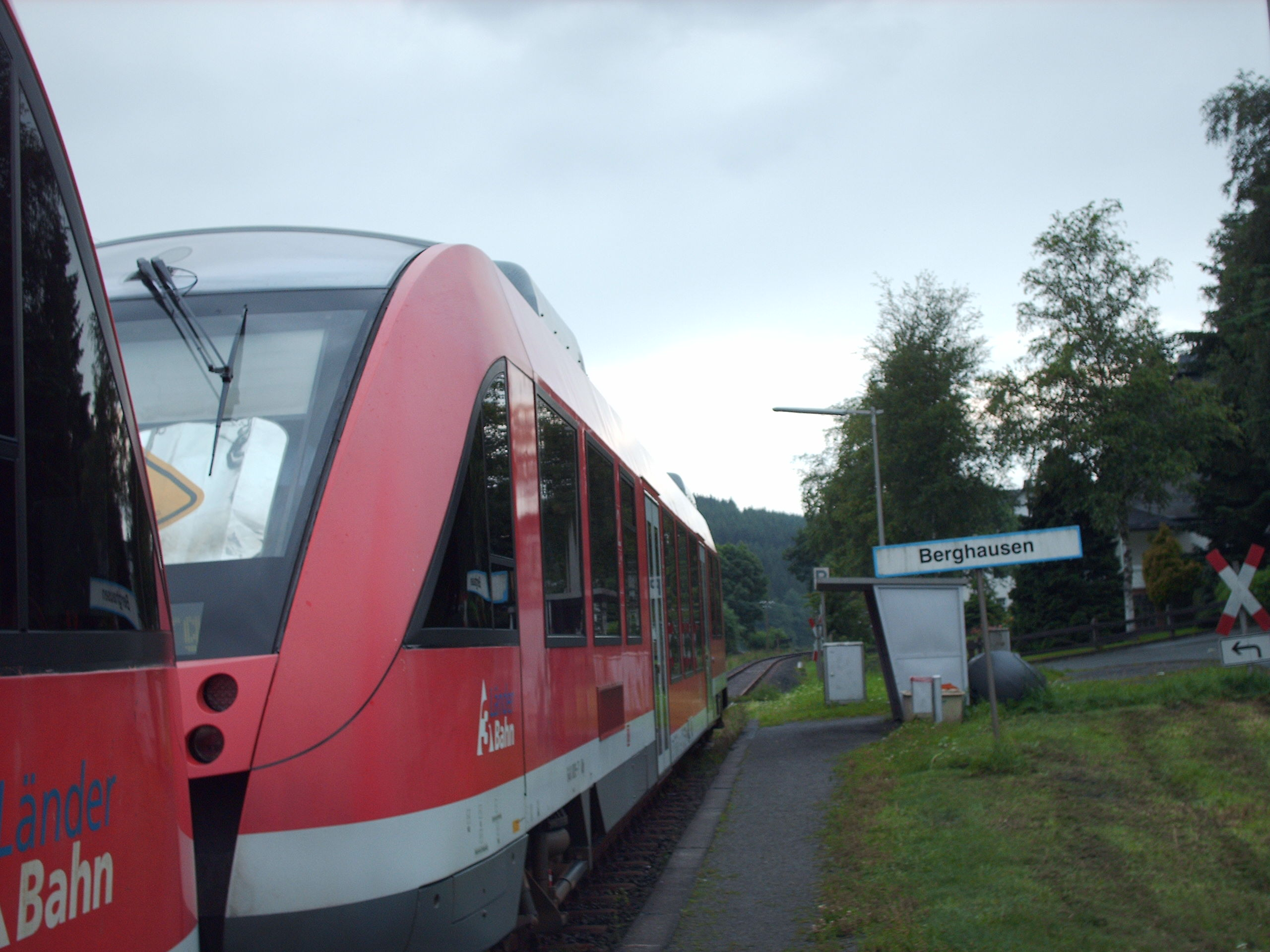
Остановочная платформа Бергхаузен

Бергхаузен (нем. Berghausen) — поселение сельского типа в составе города Бад-Берлебург в районе Зиген-Виттгенштайн (земля Северный Рейн-Вестфалия, Германия). Населённый пункт был включён в состав Бад-Берлебурга после реформы местного самоуправления 1975 года.

## География
Бергхаузен расположен в долине реки Эдер на автомагистрали земельного значения L 553 в природном парке Ротхаргебирге (Виттгенштайнер-Ланд).

## История
Первое документальное свидетельство о существовании поселения датируются 1173 годом. В средневековом написании «Берхузен» (Berchusen) этот населённый пункт был частью церковного прихода Раумланд и уездной администрации. Последующие документы 1299 и 1362 годов свидетельствуют о раннем заселении поселения. Право собственности графами фон Витгенштейн подтверждено документом 1466 года. Первый колокол для церкви был куплен в 1503 году. Здания молотобоен на Эдере были построены в 1575 году, но действовали лишь до 1578 года. Они были снесены и перестроены в Бальде.
Второй церковный колокол был куплен в 1653 году. Обветшавшую церковь пришлось снести; новое здание было открыто в 1793 году. Земля Виттгенштайнер, а вместе с ней и Бергхаузен стали прусской территорией в 1816 году. В 1819 году произошёл переход Бергхаузена к администрации Доцлара. Управа Бергхаузена была основана в 1845 году. Певческий клуб был основан в 1890 году. Стрелковый клуб был основан в 1905 году. В 1911 году здесь появилась железнодорожная платформа на линии Эрндтебрюкк – Бад-Берлебург. Во время Первой мировой войны Бергхаузен потерял погибшими 35 жителей и двое пропали без вести. Вторая мировая война унесла ещё 53 жизни и 22 пропало без вести.
В Бергхаузене возникло большое сопротивление планам городской власти определить возле посёлка зону под названием «Кильбе-Норд» для использования ветровой энергии. В связи с протестами была основана гражданская инициатива.
В сентябре 2023 года посёлок отпраздновал своё 850 летие.

### Изменение названия
- 1173: Берхузен (Berchusen)
- 1362: Берхузен (Berhusen)
- 1472: Берккузен (Berckusen)
- 1508: Берккхузен (Berckhusen, Bergckhussen)
- 1532: Бер(к)хаузен (Ber(c)khausen)
- 1671: Бергхаузен (Berghausen)

### Динамика изменения численности населения
- 1510: 60 жителей в 10 домах
- 1518: жителей не было до 1550 года
- 1624: 150 жителей в 24 домах
- 1819: 409 жителей в 52 домах
- 1854: 536 жителей в 58 домах
- 1900: 566 жителей
- 1961: 1154 жителей[2]
- 1970: 1408 жителей[2]
- 1974: 1392 жителей0[7]
- 2010: 1450 жителей[8]
- 2011: 1538 жителей
- 2021: 1303 жителей[9]
- 2023: 1273 жителей

## Транспорт
Поселение связано с местной железнодорожной сетью через остановку Бергхаузен (б Витгенштейн). Линия RB 93 обеспечивает ежечасное сообщение в направлении посёлка Эрндтебрюкк и города Бад-Берлебург.
| Линия | Направление | Такт                                                                              |
| ----- | --- | --------------------------------------------------------------------------------- |
| RB 93 | Ротхарбан (Rothaarbahn): Бецдорф (Зиг) — Кирхен — Фройсбург — Брахбах — Мудерсбах — Нидершельден — Нидершельден Норд — Айзерфельд (Зиг) — Зиген (центральный вокзал) — Зиген-Вайденау — Зиген-Гайсвайд — Кройцталь — Ферндорф (Зиген) — Креденбах — Дальбрух — Хилльнхюттен — Штифт Кеппель-Алленбах — Хильхенбах — Формвальд Дорф — Формвальд — Лютцель — Эрндтебрюкк — Биркельбах — Ауэ-Вингесхаузен — Бергхаузен — Раумланд-Маркхаузен — Бад-Берлебург | 60 мин. (по воскресеньям и праздничным дня между Бецдорфом и Зинегом — 120 минут) |

## Личности
- Пиа Вундерлих (1975, Бергхаузен) — немецкая футболистка, выступавшая на позиции полузащитника. Выступала за сборную Германии. Чемпионка мира (2003), трёхкратная чемпионка Европы (1997, 2001, 2005), бронзовый призёр летних Олимпийских игр (2004).